# العقارية
قرية العقارية هي إحدى القرى التابعة لمركز دار السلام بمحافظة سوهاج في جمهورية مصر العربية. حسب إحصاءات سنة 2006، بلغ إجمالي السكان في العقارية 5982 نسمة، منهم 3019 رجل و2963 امرأة.